# آنتودینگا
آنتودینگا (به لاتین: Antodinga) یک منطقهٔ مسکونی در ماداگاسکار است که در فیتووینانی واقع شده‌است. آنتودینگا ۱۵٬۹۷۷ نفر جمعیت دارد و ۱۷۶ متر بالاتر از سطح دریا واقع شده‌است.